# Diplusodon alatus
Diplusodon alatus är en fackelblomsväxtart som beskrevs av T. B. Cavalcanti. Diplusodon alatus ingår i släktet Diplusodon och familjen fackelblomsväxter. Inga underarter finns listade i Catalogue of Life.